# Ezequiel Carballo
Ezequiel Damián Carballo (Morteros, Provincia de Córdoba, Argentina; 10 de noviembre de 1989) es un futbolista argentino. Juega como delantero y su primer equipo fue 9 de Julio de Morteros. A nivel nacional, se inició en la B Nacional jugando para Ferro, donde debutó en agosto de 2010. En este club jugó un total de 18 partidos convirtiendo 5 goles

## Clubes
| Club                     | País      | Año       |
| ------------------------ | --------- | --------- |
| 9 de Julio de Morteros   | Argentina | 2006-2010 |
| Ferro                    | Argentina | 2010-2011 |
| Unión San Felipe         | Chile     | 2011-2012 |
| Central Español          | Uruguay   | 2012-2013 |
| 9 de Julio de Morteros   | Argentina | 2013-2015 |
| Gimnasia y Tiro de Salta | Argentina | 2016      |
| Unión de Sunchales       | Argentina | 2016-2017 |
| Albissola 2010           | Italia    | 2017-2018 |